# Vương hoàng hậu (nhà Tân)
Hiếu Mục Vương hoàng hậu (chữ Hán: 孝睦王皇后; ? – 21 SCN), là người vợ và cũng là Hoàng hậu đầu tiên của Vương Mãng, người lập ra triều đại nhà Tân.

## Tiểu sử
Hiếu Mục hoàng hậu Vương thị, nguyên quán quận Tế Nam, thuộc Thanh Châu Thứ sử bộ (nay là khu vực phía Bắc của Sơn Đông và phía Đông Nam của Hà Bắc). Tổ phụ là Phú Xuân Kính hầu Vương Hân (王訢), là quan thần thời Hán Vũ Đế có công lao, sau nhậm chức Thừa tướng thời Hán Chiêu Đế, cha là Nghi Xuân Hiếu hầu Vương Hàm (王咸). Sau khi cha bà qua đời, anh trai Vương Chương (王章) tập tước.
Sau khi Vương Mãng thành lập triều Tân, Vương thị được lập làm Hoàng hậu, do Vương Mãng kiên kị cùng họ, đổi gọi nhà bà thành 「Nghi Xuân thị;宜春氏」.
Bà có với chồng mấy đứa con gồm Vương Vũ (王宇), Vương Hoạch (王获), Vương An (王安), Vương Lâm (王临) và một người con gái là Hiếu Bình Vương hoàng hậu. Nhân vì con trưởng Vương Vũ, con thứ Vương Hoạch, con thứ tư Vương Lâm đều bị Vương Mãng bức tử, cô con gái còn trẻ mà đã góa chồng cùng đủ mọi thứ bất hạnh khác ập xuống trong gia đình khiến bà khóc than đến nỗi mù mắt.
Năm Địa Hoàng thứ 2 (21), tháng giêng, Vương Hoàng hậu qua đời, thụy hiệu là Hiếu Mục Hoàng hậu, táng ở phía Tây của Trường Thọ viên (壽園西) tại Vị lăng (渭陵).